# Marpéssa
Marpéssa (řecky Μάρπησσα, latinsky Marpessa) byla v řecké mytologii dcera aitolského krále Euéna a jeho manželky Euény.
Provdala se za siláka Ida, syna messénského krále Afarea. Idás o ni musel svést souboj s jejím otcem v závodech se spřeženími. Pokud by prohrál, přišel by o hlavu. Idás však si pro tuto příležitost vyprosil u svého otce, boha moří Poseidóna okřídlený vůz a s ním vyhrál. Král Euénos nesnesl to pokoření, zabil své koně a potom i sám sebe.
Druhý souboj o manželku svedl Idás s bohem Apollónem, který o Marpéssu také usiloval. Boj to byl těžký a když už se zdálo, že Apollón nevydrží se silami, vstoupil do toho Zeus, souboj zastavil a rozhodl, že si Marpéssa sama vybere manžela. A ona dala přednost Idovi, protože neměla důvěru v Apollónovu věrnost a stálost.
Její manželství však nemělo dlouhé trvání. Idás zahynul v plné síle při souboji s bratrancem Polydeukem, zasáhl ho Diův blesk.
Z toho manželství zbyla Marpésse dcera Kleopatra, která se později stala ženou kalydónského hrdiny Meleagra. Ten ovšem z vůle bohyň osudu Moir zemřel také mlád a říká se, že poté vlastní rukou zemřela i jeho manželka a matka.